# أيوب الحجلي
أيوب عطاف الحجلي كاتب، صحفي، مترجم، سيناريست، وممثل ومخرج من جبل العرب مواليد 14 نوفمبر 1981 في عمّان)، حاصل على درجة دكتوراه في علم النفس، وصفت أعماله الأدبية بأنها مبنية على البعد النفسي الفلسفي والروحي القريب من الصوفية العرفانية،

## مسيرته
حاز عام 2013 على درجة الدكتوراه في علم النفس، كما حاز على بكالوريوس في الإخراج السينمائي عام 2020 من برلين، وفي عام 2014 ترأس تحرير مجلة «حروف الثقافية» التي تصدر من سوريا اعتباراً من عددها الأول.وعضو اتحاد كتاب وأدباء الإمارات.

## مؤلفاته

### الدراسات

#### معتقدات مظلمة
دراسة في التاريخ الديني القديم
- طبعة أولى ـ دار الحروف ـ سوريا 2012.
- طبعة ثانية ـ دار الأيام ـ الأردن 2016.
- طبعة ثالثة ـ دار أكتب ـ مصر 2025.

#### العبادات الآثمة
دراسة في التاريخ الديني المعاصر
- طبعة أولى ـ دار الحروف ـ سوريا 2012.
- طبعة ثانية ـ دار ليليت ـ مصر 2016.
- طبعة ثالثة ـ دار الأيام ـ الأردن 2017.
- طبعة رابعة ـ دار أكتب ـ مصر 2018

#### الحقيقة السوداء
دراسة في الميثولوجيا الدينية
- طبعة أولى ـ دار أكتب ـ مصر 2017.

#### أساطير العالم المفقود
دراسة في علم النفس الأسطوري
- طبعة أولى ـ دار ملهمون للنشر ـ الإمارات العربية المتحدة 2017.
- طبعة ثانية ـ دار أكتب ـ مصر 2024

#### جدلية العدم والوجود
دراسة نفسية في الفلسفة الأخلاقية 
- طبعة أولى ـ دار أكتب ـ مصر 2024.

### روايات

#### آلهة الدموع
- طبعة أولى ـ دار الحروف ـ سوريا 2013.
- طبعة ثانية ـ دار الفيروز للنشر ـ مصر 2016.

#### أبواب الروح السبعة
- طبعة أولى ـ دار أكتب للنشر ـ مصر 2016.
- طبعة ثانية ـ دار أكتب للنشر ـ مصر 2017.

#### الدموع المعطرة
- طبعة أولى ـ دار ملهمون للنشر ـ الإمارات العربية المتحدة 2018.

#### في محراب الكفر
- طبعة أولى ـ دار أكتب ـ مصر 2019

#### أوليفيا
- طبعة أولى ـ دار المصرية السودانية الإماراتية ـ مصر 2022

### مجموعات قصصية

#### تحت ظلال النجوم
- طبعة أولى ـ دار كيوان ـ سوريا 2015.

### الترجمات

#### ذئب البراري
رواية للمؤلف الألماني هيرامين هيسيه
- طبعة أولى ـ دار حدائق الفكر ـ سلطنة عمان 2025.

#### سيدهارتا
رواية للمؤلف الألماني هيرامين هيسيه
- طبعة أولى ـ دار سمارت مايند ـ الإمارات 2024.

#### هايدي
رواية للأديبة السويسرية الألمانية يوهانا شبيري
- طبعة أولى ـ دار عصير الكتب ودار مسافات ـ مصر 2024.

## أعماله الفنية

### المسلسلات

#### أنتيكا - 2022
قصة وسيناريو وحوار: أيوب الحجلي
بطولة: جهاد سعد، رنا أبيض، جني إسبر، عبد الله الجفالي، حيدر أحمد، أيوب الحجلي.
مدير التصوير والإضاءة: إيلي أبو عازر
مدير الإنتاج: وئام صيادة

### الأفلام

#### ظلال مهجورة «زهور الياسمين» - 2023
قصة وسيناريو وحوار: أيوب الحجلي 
بطولة: رشيد عساف، نادين خوري، زهير عبد الكريم، حورية فرغلي، حسن عبد الفتاح، منصور الفيلي، هيا القايدي، دلع نادر، ولاء عزام، لين برازي، أيوب الحجلي، لانا سكر، نيرفانا أبو ترابي. 
مدير التصوير والإضاءة تامر جوزيف 
مدير الإنتاج يوسف الأرناؤوط